# Dominic Calvert-Lewin
Dominic Calvert-Lewin, né le 16 mars 1997 à Sheffield au Royaume-Uni, est un footballeur international anglais qui évolue au poste d'attaquant à Leeds United.

## Biographie

### En club
Le 31 août 2016, Calvert-Lewin signe à l'Everton Football Club.
Peu utilisé en début de saison, Calvert-Lewin découvre la Premier League le 13 décembre 2016 en entrant en jeu durant une défaite 2-1 contre Arsenal. L'attaquant rate deux mois de compétition à cause d'une blessure mais marque son premier but dans l'élite anglaise le 18 mars 2017 face à Hull City à Goodison Park (victoire 4-0). Il termine la saison avec onze matchs et un but en championnat.
Le 13 septembre 2020, Calvert-Lewin inscrit l'unique but de la victoire face à Tottenham lors de la première journée de Premier League. Six jours plus tard, il inscrit le premier triplé de sa carrière à l'occasion de la réception de West Bromwich Albion. Le jeune attaquant anglais est auteur d'un début de saison 2020-2021 remarqué, puisqu'il inscrit cinq buts en trois matchs de championnat au mois de septembre. Cette performance lui permet d'être élu joueur du mois de Premier League.
Le 29 juin 2025, Calvert-Lewin annonce son départ du club : « Je suis profondément fier de ce que nous avons partagé, en nous battant pour ce club quand cela comptait le plus, en marquant des buts importants dans des moments cruciaux, en portant le maillot avec engagement et fierté. […] J'espère que je partirai avec votre respect, sachant que j'ai toujours cherché à défendre les valeurs de ce grand club. » Il quitte les Toffees en ayant inscrit 71 buts en 273 matchs, au cours d'un parcours de neuf saisons marquées par des blessures ayant freinées sa régularité,.

### En sélection nationale
Calvert-Lewin inscrit l'unique but de la finale de la Coupe du monde des moins 20 ans en 2017 face au Venezuela, permettant à l'Angleterre de décrocher le premier titre mondial de son histoire dans cette catégorie.
Le 27 mai 2019, il fait partie des vingt-trois joueurs sélectionnés pour participer à l'Euro espoirs 2019 avec l'équipe d'Angleterre.
Le 1er octobre 2020, Calvert-Lewin est convoqué pour la première fois en équipe d'Angleterre par Gareth Southgate. Huit jours plus tard, il honore sa première sélection avec les Three Lions à l'occasion d'un match amical contre le pays de Galles. Il inscrit également son premier but international au cours de ce match, que l'Angleterre remporte 3-0.
Le 1er juin 2021, il fait partie des vingt-six joueurs sélectionnés par Gareth Southgate pour participer à l'Euro 2020.

## Statistiques
| Saison                | Club                      | Championnat           | Championnat | Championnat | Coupe nationale | Coupe nationale | Coupe de la Ligue | Coupe de la Ligue | Compétition(s) continentale(s) | Compétition(s) continentale(s) | Compétition(s) continentale(s) | Angleterre | Angleterre | Total | Total |
| Saison                | Club                      | Division              | M.          | B.          | M.              | B.              | M.                | B.                | Comp.                          | M.                             | B.                             | M.         | B.         | M.    | B.    |
| 2014-2015             | Sheffield United          | League One            | 2           | 0           | -               | -               | -                 | -                 | -                              | -                              | -                              | -          | -          | 2     | 0     |
| 2015-2016             | Sheffield United          | League One            | 9           | 0           | -               | -               | -                 | -                 | -                              | -                              | -                              | -          | -          | 9     | 0     |
| 2016-2017             | Sheffield United          | League One            | -           | -           | -               | -               | 1                 | 0                 | -                              | -                              | -                              | -          | -          | 1     | 0     |
| Sous-total            | Sous-total                | Sous-total            | 11          | 0           | -               | -               | 1                 | 0                 | -                              | -                              | -                              | -          | -          | 12    | 0     |
| 2014-2015             | Stalybridge Celtic (prêt) | Conference North      | 5           | 6           | -               | -               | -                 | -                 | -                              | -                              | -                              | -          | -          | 5     | 6     |
| 2015-2016             | Northampton Town (prêt)   | League Two            | 20          | 5           | 4               | 2               | 2                 | 1                 | -                              | -                              | -                              | -          | -          | 26    | 8     |
| 2016-2017             | Everton FC                | Premier League        | 11          | 1           | -               | -               | -                 | -                 | -                              | -                              | -                              | -          | -          | 11    | 1     |
| 2017-2018             | Everton FC                | Premier League        | 32          | 4           | 1               | 0               | 2                 | 3                 | C3                             | 9                              | 1                              | -          | -          | 44    | 8     |
| 2018-2019             | Everton FC                | Premier League        | 35          | 6           | 2               | 0               | 1                 | 2                 | -                              | -                              | -                              | -          | -          | 38    | 8     |
| 2019-2020             | Everton FC                | Premier League        | 36          | 13          | 1               | 0               | 4                 | 2                 | -                              | -                              | -                              | -          | -          | 41    | 15    |
| 2020-2021             | Everton FC                | Premier League        | 33          | 16          | 3               | 2               | 3                 | 3                 | -                              | -                              | -                              | 11         | 4          | 50    | 25    |
| 2021-2022             | Everton FC                | Premier League        | 16          | 5           | 1               | 0               | -                 | -                 | -                              | -                              | -                              | -          | -          | 17    | 5     |
| 2022-2023             | Everton FC                | Premier League        | 17          | 2           | 1               | 0               | -                 | -                 | -                              | -                              | -                              | -          | -          | 18    | 2     |
| 2023-2024             | Everton FC                | Premier League        | 32          | 7           | 3               | 0               | 3                 | 1                 | -                              | -                              | -                              | -          | -          | 38    | 8     |
| 2024-2025             | Everton FC                | Premier League        | 26          | 3           | -               | -               | -                 | -                 | -                              | -                              | -                              | -          | -          | 26    | 3     |
| Sous-total            | Sous-total                | Sous-total            | 239         | 57          | 12              | 2               | 13                | 11                | -                              | 9                              | 1                              | 11         | 4          | 284   | 75    |
| Total sur la carrière | Total sur la carrière     | Total sur la carrière | 275         | 68          | 16              | 4               | 16                | 12                | -                              | 9                              | 1                              | 11         | 4          | 327   | 89    |

## Palmarès

### En club
- Northampton Town
  - Champion d'Angleterre de quatrième division en 2016.

### En sélection
- Angleterre -20 ans
  - Vainqueur de la Coupe du monde en 2017.

- Angleterre
  - Finaliste du Championnat d'Europe en 2020.

### Distinction personnelle
- Joueur du mois de Premier League en septembre 2020.